# Go Deep
"Go Deep" là một bài hát của ca sĩ người Mỹ Janet Jackson nằm trong album phòng thu thứ sáu của cô, The Velvet Rope (1997). Nó được sáng tác và sản xuất bởi Jackson, Jimmy Jam & Terry Lewis, với sự tham gia hỗ trợ viết lời của René Elizondo, Jr. Bài hát phát hành vào ngày 15 tháng 6 năm 1998 như là đĩa đơn thứ tư trích từ album, bởi Virgin Records. Bản remix chính thức của ca khúc cũng được phát hành sau đó, hợp tác với Missy Elliott, Teddy Riley và Timbaland.
"Go Deep" nhận được những đánh giá trái chiều từ các nhà phê bình âm nhạc, một số người cảm thấy bài hát không thể cưỡng lại, trong khi số khác lại gọi nó là "tẻ nhạt". Bài hát đạt vị trí số một trên bảng xếp hạng Hot Dance Club Songs (Billboard) và lọt vào top 20 ở New Zealand và Vương quốc Anh.

## Danh sách bài hát
| Đĩa CD tại châu Âu (724389515220) 1. Jam & Lewis Radio – 3:30 2. Jam & Lewis Album Mix mở rộng – 5:32 Đĩa 12" quảng cáo tại Mỹ (VSTDJ 1680) 1. Masters at Work Thunder Mix – 9:07 2. Masters at Work Bonus Beats – 4:01 3. Masters at Work Spiritual Flute Mix – 10:53 4. Masters at Work Vocal Deep Disco Dub – 8:12 5. Masters at Work Alternative Mix – 8:28 Đĩa 12" đôi remix quảng cáo tại Mỹ (7087 6 13165 1 3) 1. Masters at Work Thunder Mix – 9:07 2. Masters at Work Thunder Radio – 3:43 3. Masters at Work Spiritual Flute Mix – 10:53 4. Masters at Work Bonus Beats – 4:01 5. Roni Size Remix – 7:25 6. Masters at Work Vocal Deep Disco Dub – 8:32 7. Jam & Lewis album mix mở rộng – 5:35 8. Masters at Work Downtempo Mix – 5:19 Đĩa CD quảng cáo tại Mỹ #1 (DPRO-13165) 1. Jam & Lewis radio – 3:30 2. Bản album – 4:54 3. Jam & Lewis album mix mở rộng – 5:35 4. Masters at Work Downtempo Mix – 5:19 5. Masters at Work radio – 3:43 6. Call Out Hook (Jam & Lewis radio) – 0:17 Đĩa CD quảng cáo tại Mỹ #2 (DPRO-13172) 1. Timbaland Mix hợp tác với Missy Elliott chỉnh sửa – 4:03 2. Timbaland Mix hợp tác với Missy Elliott Remix – 5:33 3. Teddy Riley Nation Remix (bản sạch) – 5:43 4. T.R. Funk Mix – 5:39 5. Call Out Hook (Missy chỉnh sửa) – 0:17 6. Call Out Hook (Teddy Riley Nation Remix) – 0:17 | Đĩa 12" quảng cáo tại Vương quốc Anh (VISA 1680) 1. Jam & Lewis radio – 3:30 2. Timbaland radio – 4.05 Đĩa 12" remix quảng cáo tại Vương quốc Anh (VSTXDJ 1680) 1. Roni Size Remix – 7:25 2. Roni Size Remix Instrumental – 7:25 Đĩa 12" tại Vương quốc Anh (VST 1680) 1. Masters at Work Thunder Mix – 9:07 2. Jam & Lewis album mix mở rộng – 5:32 3. Timbaland Mix hợp tác với Missy Elliott Remix – 5.33 Đĩa 12" remix tại Vương quốc Anh (7243 8 95152 6 8) 1. Masters at Work Alternative Mix – 8:32 2. Masters at Work Downtempo Mix – 5:19 3. T.R Funk Mix – 5:39 4. Roni Size Remix – 7:25 Đĩa CD tại Vương quốc Anh (VSCDT 1680) Đĩa CD tại châu Âu (7243 8 95151 2 1) Đĩa CD tại Nhật (VJCP-12103) Đĩa CD tại Canada (7243 8 95151 2 1) 1. Bản album – 4:42 2. T.R Funk Mix – 5:39 3. Roni Size Remix – 7:25 4. Masters at Work Alternative Mix – 8:32 5. Masters at Work Downtempo Mix – 5:19 |

## Xếp hạng
| Bảng xếp hạng (1998)                   | Vị trí cao nhất |
| -------------------------------------- | --------------- |
| Australian Singles Chart               | 39              |
| Canadian Top Singles (RPM)             | 2               |
| Dutch Top 40                           | 38              |
| European Hot 100 Singles               | 28              |
| French Singles Chart                   | 22              |
| German Singles Chart                   | 72              |
| New Zealand Singles Chart              | 13              |
| UK Singles Chart                       | 13              |
| U.S. Billboard Hot 100 Airplay         | 28              |
| U.S. Billboard Pop Songs               | 12              |
| U.S. Billboard Rhythmic Top 40         | 8               |
| U.S. Billboard Hot R&B/Hip-Hop Airplay | 11              |
| U.S. Billboard Hot Dance Club Play     | 1               |